# Songs of Innocence
Songs of Innocence ist das dreizehnte Studioalbum der irischen Band U2. Es wurde am 9. September 2014 veröffentlicht. Die Veröffentlichung erfolgte zuerst nur als Download, dafür aber kostenlos. Erst im Oktober kam die CD auf den Markt.

## Titelliste
1. The Miracle (Of Joey Ramone) – 4:16
2. Every Breaking Wave – 4:13
3. California (There Is No End to Love) – 4:00
4. Song for Someone – 3:47
5. Iris (Hold Me Close) – 5:20
6. Volcano – 3:15
7. Raised by Wolves – 4:06
8. Cedarwood Road – 4:26
9. Sleep Like a Baby Tonight – 5:02
10. This Is Where You Can Reach Me Now – 5:06
11. The Troubles (feat. Lykke Li) – 4:46

## Rezeption

### Kritik
Das Album war im September vorerst nur über iTunes von Apple erhältlich, dies dann auch kostenlos für alle Nutzer. Bei einem Großteil der Nutzer wurde das Album automatisch hinzugefügt und heruntergeladen, ohne dass diese vorab gefragt wurden. Die Mehrheit der Personen empfanden diese Aktion als eine aufdringliche Werbeaktion oder auch als Spam, weshalb von Nutzerseite viel Kritik auf die Band und Apple zukam.
Gleichzeitig kritisierten Künstler wie Herbert Grönemeyer oder Ozzy Osbourne diese Aktion, da das Verschenken von Alben an die Verbraucher nur kleineren Künstlern schadet, die anders als die Bandmitglieder von U2 keine Millionäre seien und nicht die Möglichkeit hätten, ein Album an alle kostenlos anzubieten.
Bono und andere Bandmitglieder erklärten immer, dass nicht sie das Album an die Nutzer verschenkt hätten, sondern Apple, von denen sie entsprechend auch für das Album bezahlt wurden.

### Rezensionen
Das Online-Musikmagazin Laut.de nahm das Album in seiner Kritik sehr positiv auf und schrieb: „Viel Licht und ein wenig überflüssiger Schatten machen das Album zur interessantesten U2-Erfahrung seit vielen Jahren“. Weiterhin erfährt man, dass Bono in einem Interview betonte, dass es ein persönliches Album werden sollte. Es galt herauszufinden, warum sie eine Band waren, die Freundschaften und einiges mehr. U2 spiele mit dem Album auf William Blakes Gedichtband Songs Of Innocence And Experience (1789) an. Diese sei inhaltlich zweigeteilt und deshalb nur die erste Hälfte eines Konzepts. Damit würde, so Laut.de, bereits das Nachfolgeralbum Songs Of Experience angekündigt.

„Niemand kann das Dynamit zwei Mal erfinden. Doch als Signal zum Aufbruch jenseits ausgelatschter Musikpfade sind diese ‚Songs Of Innocence‘ für U2 ein echter Bringer.“

„Erst spät kommt ‚Songs of innocence‘ doch noch in Schwung. Das knorrig marschierende ‚Volcano‘ dampft Post-Punk zu zweckmäßigem Minimalkompakt ein, ‚Cedarwood road‘ lässt zornige Riffs auf zurückgenommene Strophen prallen, während The Edge Green Days ‚Boulevard of broken dreams‘ zunickt. Doch auch mit Bonos Pathoskeule muss man immer rechnen.“

„‚Dort, wo Ungewohntes probiert wird‘, bleibt das Album ‚eher skizzenhaft und dort, wo Gewohntes passiert, doch etwas zu gewöhnlich.‘“

## Kommerzieller Erfolg

### Chartplatzierungen
| ChartsChartplatzierungen       | Höchstplatzierung | Wochen |
| ------------------------------ | ----------------- | ------ |
| Deutschland (GfK)              | 2 (11 Wo.)        | 11     |
| Irland (IRMA)                  | 2 (53 Wo.)        | 53     |
| Österreich (Ö3)                | 2 (8 Wo.)         | 8      |
| Schweiz (IFPI)                 | 3 (12 Wo.)        | 12     |
| Vereinigte Staaten (Billboard) | 9 (8 Wo.)         | 8      |
| Vereinigtes Königreich (OCC)   | 6 (10 Wo.)        | 10     |

### Auszeichnungen für Musikverkäufe
| Land/Region                  | Auszeichnungen für Musikverkäufe (Land/Region, Auszeichnung, Verkäufe) | Verkäufe |
| ---------------------------- | ---------------------------------------------------------------------- | -------- |
| Brasilien (PMB)              | Platin                                                                 | 40.000   |
| Deutschland (BVMI)           | Gold                                                                   | 100.000  |
| Italien (FIMI)               | 2× Platin                                                              | 100.000  |
| Niederlande (NVPI)           | Platin                                                                 | 40.000   |
| Österreich (IFPI)            | Platin                                                                 | 15.000   |
| Polen (ZPAV)                 | 2× Platin                                                              | 40.000   |
| Portugal (AFP)               | Gold                                                                   | 7.500    |
| Singapur (RIAS)              | Platin                                                                 | 10.000   |
| Spanien (Promusicae)         | Gold                                                                   | 20.000   |
| Vereinigtes Königreich (BPI) | Silber                                                                 | 60.000   |
| Insgesamt                    | 1× Silber · 3× Gold · 8× Platin ·                                      | 432.500  |

Hauptartikel: U2 (Band)/Auszeichnungen für Musikverkäufe